# Esplantas-Vazeilles
Esplantas-Vazeilles ist eine französische Gemeinde mit 127 Einwohnern (Stand: 1. Januar 2022) im Département Haute-Loire in der Region Auvergne-Rhône-Alpes (vor 2016 Auvergne). Sie gehört zum Arrondissement Brioude, zum Gemeindeverband Les Rives du Haut Allier und zum Kanton Gorges de l’Allier-Gévaudan.

## Geographie
Die Gemeinde Esplantas-Vazeilles liegt im Zentralmassiv, etwa 37 Kilometer südwestlich von Le Puy-en-Velay. Das Gemeindegebiet wird von den Flüssen Virlange und Panis durchquert.

### Nachbargemeinden
Umgeben wird Esplantas-Vazeilles von den Nachbargemeinden Saugues im Norden, Saint-Préjet-d’Allier im Osten, Thoras im Süden, Chanaleilles im Südwesten sowie Grèzes im Westen und Nordwesten.

## Geschichte
Zum 1. Januar 2016 wurden die bis dahin eigenständigen Kommunen Esplantas und Vazeilles-près-Saugues zu der Commune nouvelle Esplantas-Vazeilles zusammengeschlossen.

## Sehenswürdigkeiten
- Kirche von Esplantas aus dem 14. Jahrhundert
- Himmelfahrtskirche von Vazeilles-près-Saugues
- Reste der Burg Esplantas aus dem 13. Jahrhundert

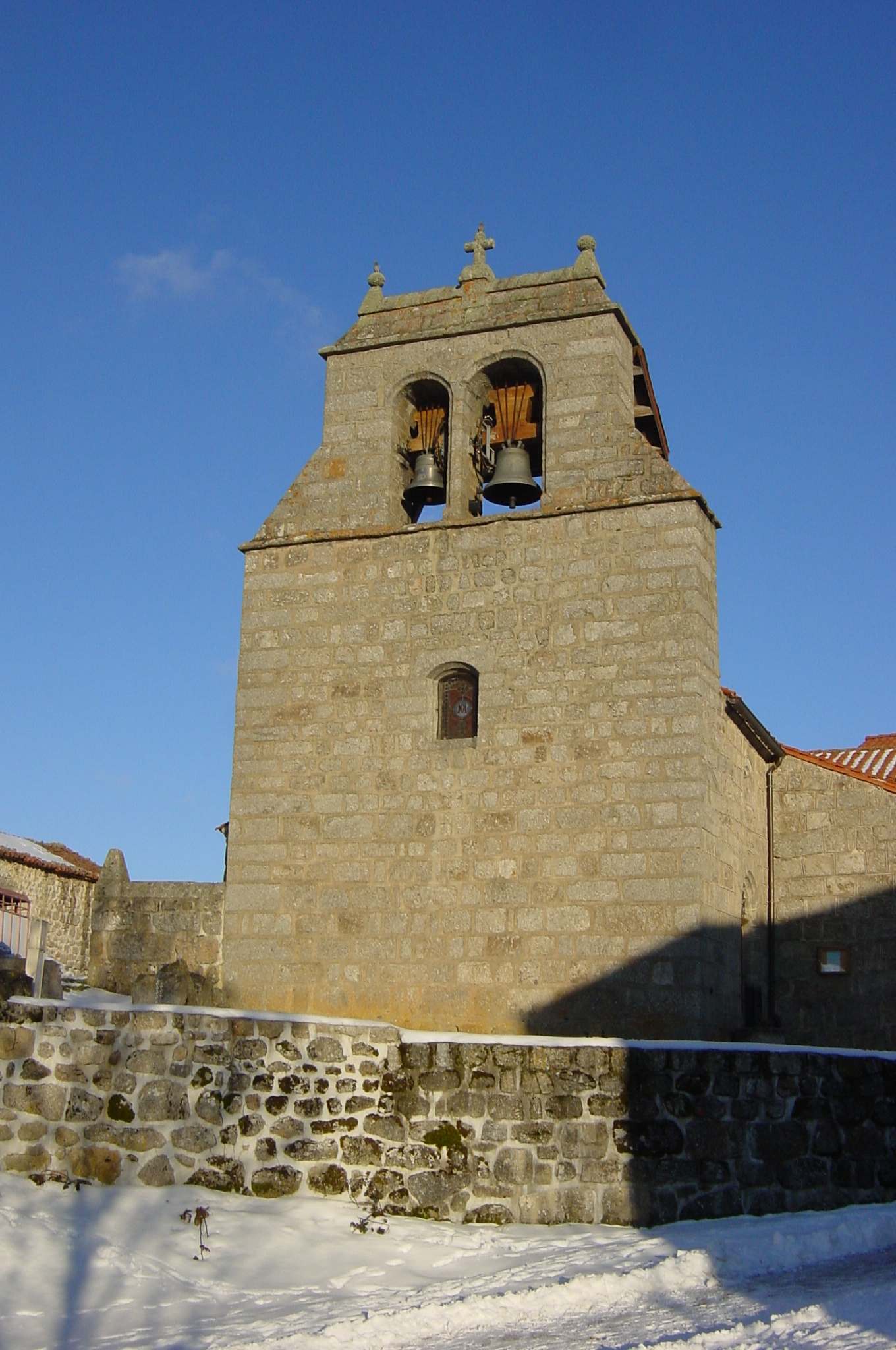
Kirche von Esplantas
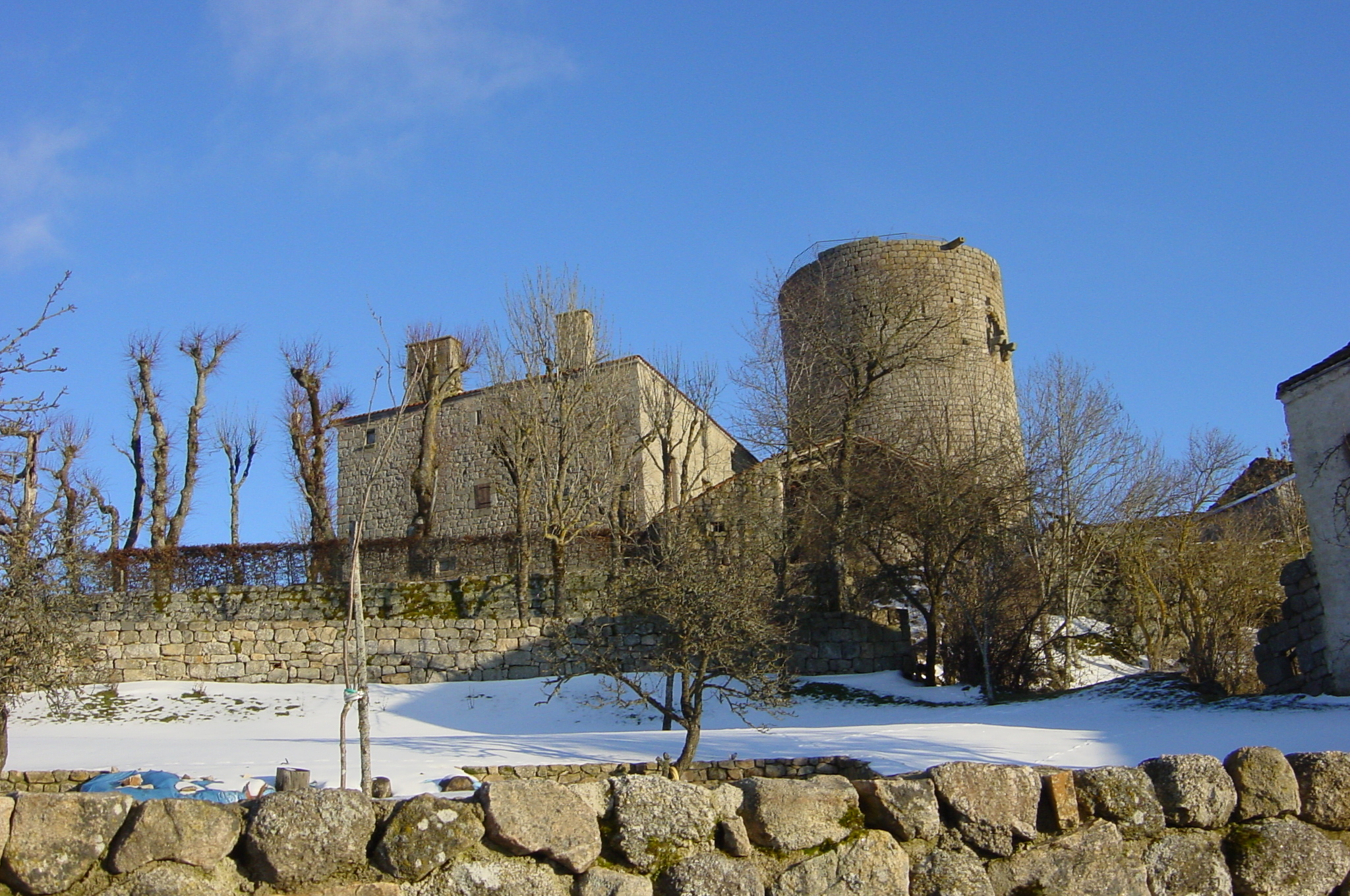
Burg Esplantas
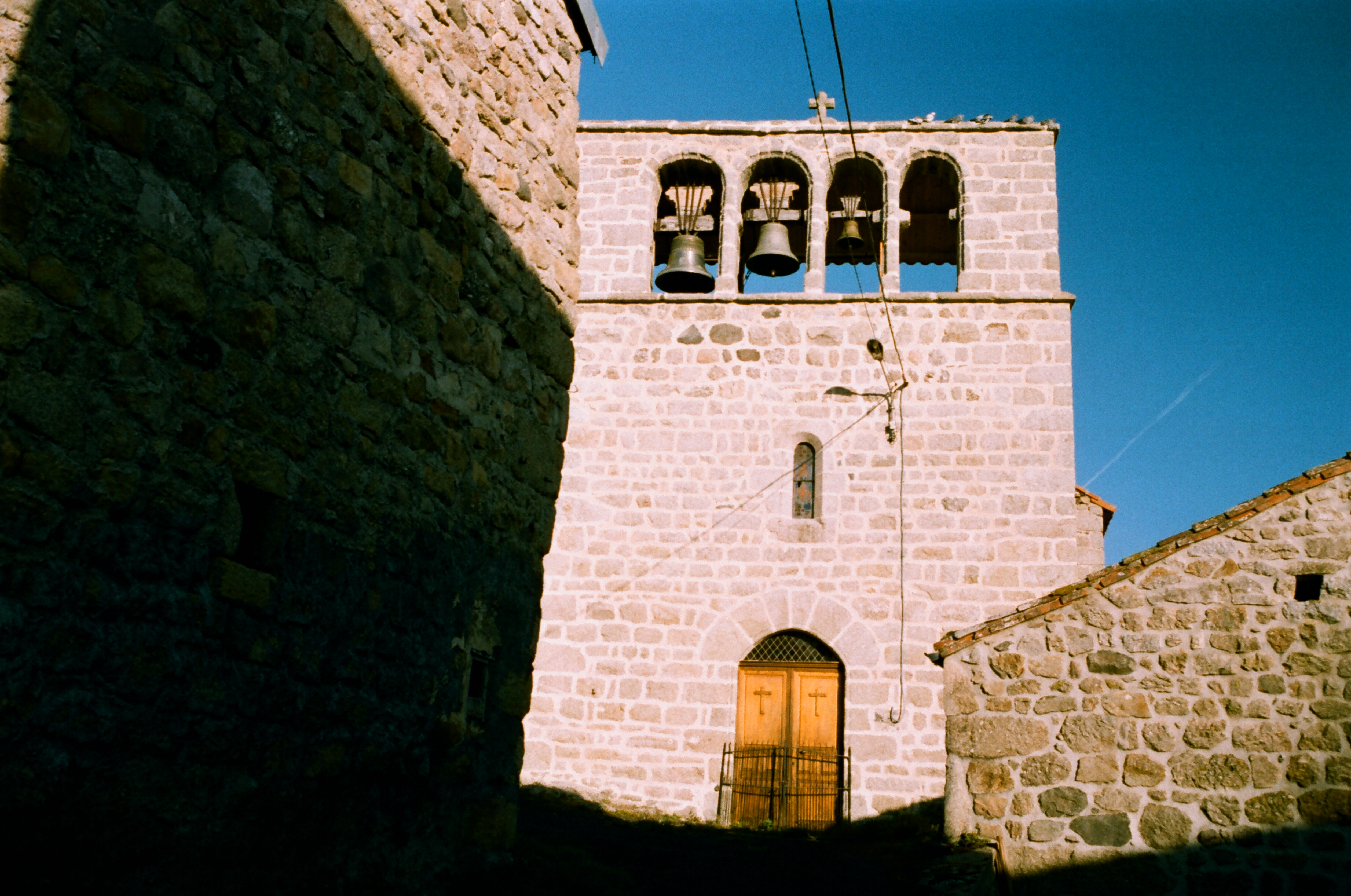
Himmelfahrtskirche im Ortsteil Vazeilles-près-Saugues